# TTK Sint-Lenaarts
TTK Sint-Lenaarts is een Belgische tafeltennisclub uit Sint-Lenaarts. De club werd opgericht in 1969. TTK Sint-Lenaarts is aangesloten bij Sporta met aansluitingsnummer 1368 en bij de KAVVV met aansluitingsnummer 195.

## Geschiedenis
In 1969 besloot Remi Verbeeck om een tafeltennisclub te beginnen in de Fitness 2001, waarvan hij de eigenaar was. Toen hij eind december 2020 zijn zaak verkocht, moest de club omzien naar een andere speelruimte. Deze werd gevonden in het kerkje Klein Veerle in het gehucht Klein Veerle.